# Trichotocepheus amamiensis
Trichotocepheus amamiensis är en kvalsterart som beskrevs av Aoki 1965. Trichotocepheus amamiensis ingår i släktet Trichotocepheus och familjen Otocepheidae. Inga underarter finns listade i Catalogue of Life.